# Delegate (CLI)
委托（delegate）是一种类型安全的函数指针，用于通用语言运行库(CLI)。在C#中，delegate是一种class，包装了一个或多个函数指针及绑定的类实例。Delegate用来实现函数回调与事件接收（event listener）。Delegate对象可以作为参数传递给其他函数，以引用（referenced）封装在delegate对象中的函数，而无需在编译时刻就绑定被调用函数。 
一旦为委托分配了函数方法，委托将与该函数方法具有完全相同的行为。 与委托的类型特征（由返回类型和参数组成）匹配的任何方法都可以分配给该委托。

## C#例子
声明一个delegate类型，称作SendMessageDelegate, 以一个Message类型为参数，返回类型为void: 
```
delegate
 
void
 
SendMessageDelegate
(
Message
 
message
);

```

下述代码定义了一个函数，以一个实例化的delegate类型作为形参: 
```
void
 
SendMessage
(
SendMessageDelegate
 
sendMessageDelegateReference
)

{

  
// call the delegate and any other chained delegates synchronously

  
sendMessageDelegateReference
(
new
 
Message
(
"hello this is a sample message"
));

}

```

将要封装入delegate中的一个函数的定义：
```
void
 
HandleSendMessage
(
Message
 
message
)

{

  
// the implementation for the Sender and Message classes are not relevant to this example

  
Sender
.
Send
(
message
);

}

```

函数SendMessage，以SendMessageDelegate作为委托的实例作为实参： 
```
SendMessage
(
new
 
SendMessageDelegate
(
HandleSendMessage
));

```

委托实例可以封装多个函数：
```
delegateType
 
de1
=
fun1
;

delegateType
 
de2
=
fun2
;

delegateType
 
de3
=
de1
+
de2
;
//de3中有fun1、fun2两个函数的引用

```

## 技术实现细节
“委托”作为类，继承自System.MulticastDelegate（抽象类）。“委托”至少0个参数，至多32个参数，可以无返回值，也可以指定返回值类型。可以认为包含：一个类对象实例的地址（Target属性），该类的一个方法的地址（Method属性），以及另一个“委托”实例的引用（reference）。因此引用一个“委托”对象，可能实际上引用了多个“委托”的实例。“委托”对象被调用时，依次调用里面的多个“委托”的实例。这对于事件驱动的程序比较有用。  
如果“委托”封装了一个静态函数，则其内部的绑定的类对象地址为null。
可以通过Delegate类的GetInvocationList()取出这些委托，并查看其Target和Method属性，获取所引用的方法名等信息。

## 泛型委托
关键字Action定义了无返回值的泛型委托。Action从0个参数，至多16个参数。例如：
```
public Action<int> cwdelegate; //定义一个委托cwdelegate，参数是int，无返回值。
```

关键字Func定义了有返回值的泛型委托。从0个参数，至多16个参数。其中最右侧的泛型类型是返回值类型。
关键字Predict定义了返回值为bool的泛型委托。
在委托实例前，不加event，那这个委托就是一个普通的委托，可以在别的函数中调用，也可以直接用对象调用。但加上event关键字之后，只能用成员函数调用

## 用途
一个常用的用途是事件处理。CLI定义了控件的标准的事件处理函数是一个“委托”，声明如下：
```
 
public
 
delegate
 
void
 
EventHandler
(
object
 
sender
,
 
EventArgs
 
e
)

```

这里第一个参数是发出该事件的控件的基类型object；后一个参数是事件数据的基类型EventArgs。以Button控件类为例，它有一个属性Click，定义为一个EventHandle类型的delegate:
```
 
public
 
event
 
EventHandle
 
Click
;

```

至此，我们对一个具体的button实例变量，可以给它的Click事件追加上一个或多个事件处理函数：
```
 
this
.
button1
.
Click
 
+=
 
new
 
System
.
EventHandler
(
this
.
button1_click
);

```

对于Visual Basic，上述语句的写法是：
```
 
AddHandler
 
button1
.
click
,
 
AddressOf
 
button1_Click

```